# Atractosteus tristoechus
Atractosteus tristoechus is een  straalvinnige vissensoort uit de familie van kaaimansnoeken (Lepisosteidae). De wetenschappelijke naam van de soort is voor het eerst geldig gepubliceerd in 1801 door Bloch & Schneider.